# Francesco Farioli
Francesco Farioli (Barga, Italia, 10 de abril de 1989) es un entrenador de fútbol italiano. Actualmente entrena al FC Porto de la Primeira Liga de Portugal.

## Trayectoria
Farioli estudió filosofía y luego ciencias del deporte en la Universidad de Florencia. Comenzó su carrera en el fútbol como entrenador de arqueros con Margine Coperta de 2009 a 2011. Posteriormente fue entrenador de porteros en Fortis Juventus y Lucchese, antes de mudarse a Catar con la Aspire Academy y colaborar con la selección sub-16 catarí. Roberto De Zerbi se acercó a él para que regresara a Italia, y lo acompañara en el Benevento durante la temporada 2017-18. Más tarde, ocuparía el mismo rol en el Sassuolo de 2018 a 2020.
Tuvo su primer período como asistente del entrenador en el club Alanyaspor de la Superliga de Turquía para la temporada 2020-21, donde el equipo tuvo un comienzo impresionante que los vio cerca de la cima de la liga. El 21 de marzo de 2021, fue nombrado entrenador del Fatih Karagümrük, otro club de la Superliga turca. A los 31 años, era el entrenador de fútbol más joven en una liga profesional de Europa en el momento de la firma de su contrato. El 16 de enero de 2022, tras tres derrotas consecutivas, rescindió de mutuo acuerdo su contrato con el club.
El 31 de enero de 2022, Farioli llegó a un acuerdo para regresar al Alanyaspor donde logró que el club culminase la Superliga en el quinto lugar con récord de puntos. El 27 de enero de 2023 rescindió su contrato con los verdiamarillos, dejándolos en el 10° puesto con 25 puntos.
El 30 de junio de 2023, Farioli fue contratado como entrenador del OGC Nice de la Ligue 1 y firmó un contrato por dos años.Bajo su liderazgo, el equipo tuvo un buen comienzo de temporada y estuvo en segundo lugar durante algún tiempo.Sin embargo, los resultados empeoraron con el correr de las jornadas y el equipo cayó algunas posiciones y finalizó la temporada en el quinto puest de la Ligue 1.
En mayo de 2024, fue oficializado como entrenador del Ajax y firmó un contrato por tres años. A pesar de liderar la Eredivisie durante la mayoría de la temporada, el club sufrió un colapso histórico y desperdició una ventaja de nueve puntos a falta de cinco partidos, lo que permitió al PSV Eindhoven obtener el título de liga en la última jornada. El 19 de mayo de 2025, presentó su renuncia al cargo.
El 6 de julio de 2025, fue presentado como entrenador del FC Porto.

## Estadísticas como entrenador
| Equipo                   | Div.                | Temporada           | Liga  | Liga | Liga | Liga | Liga |       | Copa | Copa | Copa | Copa  |    | Internacional | Internacional | Internacional | Internacional | Internacional |   | Otros | Otros | Otros | Otros |    | Totales     | Totales | Totales | Totales | Totales | Totales | Totales | Totales |
| Equipo                   | Div.                | Temporada           | Part. | G    | E    | P    | Pos. | Part. | G    | E    | P    | Part. | G  | E             | P             | Pos.          | Part.         | G             | E | P     | Part. | G     | E     | P  | Rendimiento | GF      | GC      | Dif.    |         |         |         |         |
| ------------------------ | ------------------- | ------------------- | ----- | ---- | ---- | ---- | ---- | ----- | ---- | ---- | ---- | ----- | -- | ------------- | ------------- | ------------- | ------------- | ------------- | - | ----- | ----- | ----- | ----- | -- | ----------- | ------- | ------- | ------- | ------- | ------- | ------- | ------- |
| Fatih Karagümrük Turquía | 1.ª                 | 2020-21             | 10    | 4    | 4    | 2    | 8.º  | -     | -    | -    | -    | -     | -  | -             | -             | -             | -             | -             | - | -     | 10    | 4     | 4     | 2  | 53.33%      | 18      | 14      | +4      |         |         |         |         |
| Fatih Karagümrük Turquía | 1.ª                 | 2021-22             | 16    | 6    | 4    | 6    | Inc. | 1     | 1    | 0    | 0    | -     | -  | -             | -             | -             | -             | -             | - | -     | 17    | 7     | 4     | 6  | 49.02%      | 25      | 25      | +0      |         |         |         |         |
| Fatih Karagümrük Turquía | Total               | Total               | 26    | 10   | 8    | 8    | -    | 1     | 1    | 0    | 0    | -     | -  | -             | -             | -             | -             | -             | - | -     | 27    | 11    | 8     | 8  | 50.62%      | 43      | 39      | +4      |         |         |         |         |
| Alanyaspor Turquía       | 1.ª                 | 2021-22             | 19    | 11   | 3    | 5    | 5.º  | 4     | 1    | 2    | 1    | -     | -  | -             | -             | -             | -             | -             | - | -     | 23    | 12    | 5     | 6  | 59.42%      | 42      | 31      | +11     |         |         |         |         |
| Alanyaspor Turquía       | 1.ª                 | 2022-23             | 22    | 6    | 7    | 9    | Inc. | 3     | 2    | 0    | 1    | -     | -  | -             | -             | -             | -             | -             | - | -     | 25    | 8     | 7     | 10 | 41.33%      | 40      | 45      | -5      |         |         |         |         |
| Alanyaspor Turquía       | Total               | Total               | 41    | 17   | 10   | 14   | -    | 7     | 3    | 2    | 2    | -     | -  | -             | -             | -             | -             | -             | - | -     | 48    | 20    | 12    | 16 | 50%         | 82      | 76      | +6      |         |         |         |         |
| OGC Nice Francia         | 1.ª                 | 2023-24             | 34    | 15   | 10   | 9    | 5.º  | 4     | 2    | 1    | 1    | -     | -  | -             | -             | -             | -             | -             | - | -     | 38    | 17    | 11    | 10 | 54.39%      | 48      | 35      | +13     |         |         |         |         |
| OGC Nice Francia         | Total               | Total               | 34    | 15   | 10   | 9    | -    | 4     | 2    | 1    | 1    | -     | -  | -             | -             | -             | -             | -             | - | -     | 38    | 17    | 11    | 10 | 54.39%      | 48      | 35      | +13     |         |         |         |         |
| Ajax · Países Bajos      | 1.ª                 | 2024-25             | 34    | 24   | 6    | 4    | 2.º  | 2     | 1    | 0    | 1    | 18    | 10 | 1             | 7             | 1/8           | -             | -             | - | -     | 54    | 35    | 7     | 12 | 69.13%      | 102     | 53      | +49     |         |         |         |         |
| Ajax · Países Bajos      | Total               | Total               | 34    | 24   | 6    | 4    | -    | 2     | 1    | 0    | 1    | 18    | 10 | 1             | 7             | -             | -             | -             | - | -     | 54    | 35    | 7     | 12 | 69.13%      | 102     | 53      | +49     |         |         |         |         |
| Porto Portugal           | 1.ª                 | 2025-26             | 2     | 2    | 0    | 0    | -    | 0     | 0    | 0    | 0    | 0     | 0  | 0             | 0             | -             | -             | -             | - | -     | 2     | 2     | 0     | 0  | 100%        | 5       | 0       | +5      |         |         |         |         |
| Porto Portugal           | Total               | Total               | 2     | 2    | 0    | 0    | -    | 0     | 0    | 0    | 0    | 0     | 0  | 0             | 0             | -             | -             | -             | - | -     | 2     | 2     | 0     | 0  | 100%        | 5       | 0       | +5      |         |         |         |         |
| Total en su carrera      | Total en su carrera | Total en su carrera | 137   | 68   | 34   | 35   | -    | 14    | 7    | 3    | 4    | 18    | 10 | 1             | 7             | -             | -             | -             | - | -     | 169   | 85    | 38    | 46 | 57.8%       | 280     | 203     | +77     |         |         |         |         |
| 1. 2.                    |                     |                     |       |      |      |      |      |       |      |      |      |       |    |               |               |               |               |               |   |       |       |       |       |    |             |         |         |         |         |         |         |         |

### Resumen por competiciones
| Competición                 | Partidos | Ganados | Empatados | Perdidos | %      | Resultado        |
| --------------------------- | -------- | ------- | --------- | -------- | ------ | ---------------- |
| Superliga de Turquía        | 67       | 27      | 18        | 22       | 49.26% | 5.º lugar        |
| Copa de Turquía             | 8        | 4       | 2         | 2        | 58.33% | Semifinales      |
| Ligue 1                     | 34       | 15      | 10        | 9        | 53.92% | 5.º lugar        |
| Copa de Francia             | 4        | 2       | 1         | 1        | 58.33% | Cuartos de final |
| Eredivisie                  | 34       | 24      | 6         | 4        | 76.47% | Subcampeón       |
| Copa de los Países Bajos    | 2        | 1       | 0         | 1        | 50%    | Octavos de final |
| Primeira Liga               | 2        | 2       | 0         | 0        | 100%   | En disputa       |
| Copa de Portugal            | 0        | 0       | 0         | 0        | 0%     | En disputa       |
| Copa de la Liga de Portugal | 0        | 0       | 0         | 0        | 0%     | En disputa       |
| Liga Europa de la UEFA      | 18       | 10      | 1         | 7        | 57.41% | Octavos de final |
| TOTAL                       | 169      | 85      | 38        | 46       | 57.8%  | Sin Títulos      |